# بينيلوب فيتزجيرالد
بينيلوب فيتزجيرالد (بالإنجليزية: Penelope Fitzgerald)‏ (و. 1916 – 2000 م) هي شاعرة، وروائية، وكاتِبة، وكاتبة سير بريطانية، ولدت في لنكولن، توفيت في لندن، عن عمر يناهز 84 عاماً.

## التعليم
تعلمت في كلية سومرفيل ‏.

## جوائز
حصلت على جوائز منها:
- جائزة بوكر الأدبية، عن عمل: Offshore (novel) [الإنجليزية]‏ (1979).[9]

## روابط خارجية
- بينيلوب فيتزجيرالد على موقع IMDb (الإنجليزية)
- بينيلوب فيتزجيرالد على موقع الموسوعة البريطانية (الإنجليزية)
- بينيلوب فيتزجيرالد على موقع إن إن دي بي (الإنجليزية)